# Sonet
 Der er for få eller ingen kildehenvisninger i denne artikel, hvilket er et problem. Du kan hjælpe ved at angive troværdige kilder til de påstande, som fremføres i artiklen.

|  | For pladeselskabet, se Sonet (pladeselskab) |
En sonet er et lyrisk og rimet digt på i alt 14 linjer. Derudover følger sonetten også en indre logisk opbygning, som også understreges af sonettens rimskema.

## Sonetten overordnet
Den er ofte inddelt i to kvartetter (strofer på fire vers) og to terzetter (strofer på tre vers) eller tre kvartetter og en kuplet (strofe på to vers).
Sonetten blev første gang set i Italien omkring år 1230. Giacomo da Lentini, der var digter og notar ved Frederik d. 2.s hof på Sicilien, regnes for sonettens opfinder. På de germanske sprog er sonetten skrevet i versemålet jambiske pentametre. Desuden har sonetten et rimskema, hvor de to mest brugte er det italienske ABBA-ABBA-CDE-CDE og det engelske ABAB-CDCD-EFEF-GG. Andre former for rimskemaer kan dog forekomme, heriblandt er der dansk tradition for ABAB-CDCD-EFE-GFG, som blandt andet kan ses i Sommerfugledagel og Mørkebarnet. En samling af 15 sonetter med visse formkrav kan danne en sonetring/sonetkrans. Både Sommerfugledalen og Mørkebarnet er eksempler herpå. 

## Den italienske sonet
Den italienske sonet er skrevet i ellevestavelsesvers (på italiensk endecasillabo) og har udelukkende kvindelige rim pga. det italienske sprogs rigdom på kvindelige rim. Det italienske rimskema har stort set hele tiden været opdelt i kvartetter og terzetter, (Dante har bl.a. eksperimenteret med sonetter på 20 vers).
Giacomo da Lentinis tidlige sonet “Io m'aggio posto in core a Dio servire ” er med krydsrim:
ABAB ABAB CDC DCD.
Men i Francesco Petrarcas Il Canzionere slår Petrarca med sine 317 sonetter, klamrerim fast som standarden i kvartetterne
ABBA ABBA CDE CDE
Rimordenen i terzetterne er næsten valgfri, og der kan også frit vælges mellem to eller tre rimsæt.
CDC CDC,
CDC DCD,
CDE CDE, og
CDE EDC m.fl.
Kronologisk står her digtere fra Italien, der har skrevet sonetter:
Giacomo da Lentini, Guittone d'Arezzo, Guido Guinizzelli, Guido Cavalcanti, Dante Alighieri, Cino da Pistoia, Francesco Petrarca og  Michelangelo Buonarroti.
Voi ch’ascoltate in rime sparse il suono
di quei sospiri ond’io nudriva ’l core
in sul mio primo giovenile errore
quand’era in parte altr’uom da quel ch’i’ sono,
del vario stile in ch’io piango et ragiono
fra le vane speranze e ’l van dolore,
ove sia chi per prova intenda amore,
spero trovar pietà, nonché perdono.
Ma ben veggio or sì come al popol tutto
favola fui gran tempo, onde sovente
di me medesmo meco mi vergogno;
et del mio vaneggiar vergogna è ’l frutto,
e ’l pentersi, e ’l conoscer chiaramente
che quanto piace al mondo è breve sogno.
(Francesco Petrarca, Canzoniere I)

## Den engelske sonet
Den engelske sonet er skrevet i jambiske pentametre, og det fremherskende rimskema bliver: abab cdcd efef gg. Derved får den engelske sonet en anden indre struktur end den italienske.
A dream of interlinking hands, of feet
Tireless to spin the unseen, fairy woof,
Of the entangling waltz. Bright eyebeams meet,
Gay laughter echoes from the vaulted roof.
Warm perfumes rise; the soft unflickering glow
Of branching lights sets off the changeful charms
Of glancing gems, rich stuffs, dazzling snow
Of necks unkerchieft, and bare, clinging arms.
Hark to the music! How beneath the strain
Of reckless revelry, vibrates and sobs
One fundamental chord of constant pain,
 The pulse-beat of the poet's heart that throbs.
So yearns, though all the dancing waves rejoice,
 The troubled sea's disconsolate, deep voice.
(Emma Lazarus, Chopin I)